# Dióssy László
Dióssy László (Bonyhád, 1957. június 2. –) 1990-2006-ig Veszprém polgármestere, 1994-1998-ig országgyűlési képviselő, 1999-2006-ig a Települési Önkormányzatok Országos Szövetségének elnöke, 2006-2010-ig a Környezetvédelmi és Vízügyi Minisztérium szakállamtitkára.

## Tanulmányok, tudományos pálya
1975-ben érettségizett a bonyhádi Petőfi Sándor Gimnáziumban, 1978-ban növényvédelmi üzemmérnöki, 1983-ban agrármérnöki oklevelet szerzett a Keszthelyi Agrártudományi Egyetemen. 1997-ben a Szolnoki Kereskedelmi és Gazdasági Főiskola Külgazdasági Szakán külgazdasági szakos közgazdász diplomát kapott. 2008-tól a Pannon Egyetem Georgikon Karán címzetes egyetemi docens. 2009-től Országos Szakmai Vizsgaelnöki névjegyzékben szereplő vizsgaelnök a felsőfokú szakképzés területén. 2009 és 2010 között a Kutatási Technológiai és Innovációs Tanács tagja volt. 2011-ben szerzett tudományos fokozatot (PhD) környezettudományok tudományágban a Pannon Egyetemen. Szakmai területei: megújuló energiák, hulladékgazdálkodás, klímaváltozás, környezeti elemek védelme. 2002-től óraadó, meghívott előadó a Pannon Egyetemen, illetve az Óbudai Egyetemen. 2015-től címzetes egyetemi tanár a Nyugat-magyarországi Egyetemen.

## Politikai, közéleti pálya
1990 és 2006 között négy cikluson keresztül Veszprém Megyei Jogú Város polgármestere. 1994-1998 között országgyűlési képviselő. 1999-2006-ig a Települési Önkormányzatok Országos Szövetségének elnöke. 2006-2010-ig a Környezetvédelmi és Vízügyi Minisztérium szakállamtitkára. 
2021-ben megjelenteti 77 történet dióhéjban című könyvét, melyben polgármestersége idejét idézi meg pártpolitikai megközelítést nélkülöző történetmeséléssel. 
Ugyanebben az évben Wéber Lászlóval közösen létrehozzák a StúDió Veszprém Podcastot, amiben Veszprém "megkerülhetetlen embereit és történeteit" mutatják be személyes hangvételű, hetente jelentkező interjúsorozatukban. A podcast minden platformon elérhető.

## Munkahelyek, gazdasági tevékenység
1978 és 1986 között mezőgazdasági vállalatoknál és szövetkezeteknél középvezető.  1986-1990-ig a Veszprém Megyei Tanács Mezőgazdasági és Élelmezésügyi Osztályán főelőadó. 1990-ben a Veszprém Megyei Agrárkamara ügyvezető titkárává választották. 2007-től a Chianti 3D Kft. tulajdonosa, 2019-től a Chianti C+D Bt tulajdonosa és ügyvezetője. Az Uniker ZRt. igazgatóságainak tagja.  A Veszprémi Mezőgazdasági Zrt felügyelőbizottságának tagja. A Jonathermal Zrt részvényese. 2012-13 között az Ökoret Spin-off ZRt-nél projektkoordinátor. 2015-től a Veszprémi Mezőgazdasági ZRt felügyelőbizottságának elnöke.

## Egyéb társadalmi megbízatások
1992-ben a veszprémi Lions Club alapítója, 1998-tól a Somlói Borrend tagja. 2004 és 2006 között az EU Régiók Bizottsága (COR) állandó tagja, COTER és RELEX albizottságok tagja. 2005 és 2006 között a Magyar Olimpiai Bizottság (MOB) tagja, 2007 és 2010 között a Kovács Gábor Művészeti Alapítvány felügyelő bizottságának elnöke, 2008-tól a Balatonvin Borlovagrend  és a Pannon Egyetem Georgikon Kar Dékáni Tanácsadó Testületének tagja. 2017-ben részt vett a Balatonfüred-Veszprém Rotary Club alapításában.

## Ösztöndíjak
2003. febr., márc. USA külügyminisztériuma és IRIS Inc. ösztöndíja, Iowa, USA

2004. Ashland University ösztöndíja Ohio, USA

## Kitüntetések, díjak, elismerések
- 1995 - Honvédelemért kitüntető cím I. osztálya
- 1998 - Az Év Polgármestere díj
- 1999 - Magyarok Európáért díj
- 2005 - A Magyar Köztársasági Érdemrend tisztikeresztje – 2016-ban visszaadta.
- 2007 - Települési Önkormányzatok Országos Szövetségének aranygyűrű kitüntetése
- 2007 - A Magyar Hadisírgondozásért Kitüntető Cím I. osztály

## Irodalmi munkássága
- Dióssy László: 77 történet dióhéjban (Kiadó: Chianti 3D Kft., Veszprém 2020)
- Történetek Veszprémről - 100 szóban Veszprém (Szerk.: Dióssy László-Wéber László - Kiadó: StúDió Veszprém Podcast, Chianti 3D Kft., Veszprém, 2022)